# 16222 Donnanderson
A 16222 Donnanderson (ideiglenes jelöléssel 2000 DK55) a Naprendszer kisbolygóövében található aszteroida. A LINEAR projekt keretében fedezték fel 2000. február 29-én.